# Джанайская волость
Джанайская волость — административно-территориальная единица в составе Перекопского уезда Таврической губернии. Образована 8 (20) октября 1802 года как часть Таврической губернии, при реоганизации административного деления уездов, сохранявшегося со времён Крымского ханства.

## География
Располагаясь в степном Крыму в центре уезда, занимая современную территорию северо-западной части Джанкойского района, примерно от Джанкоя на юго-востоке до побережья Сиваша на севере и границы с Красноперекопским районом на западе. На юге граничила с Бозгозской, на востоке с Биюк-Тузакчинской и на западе — с Бустерчинской волостью

## Население
Население волости, согласно Ведомости о всех селениях, в Перекопском уезде состоящих… 1805 года, составляло 4 885 человек, в абсолютном большинстве — крымские татары, было ещё 111 цыган и 75 ясыров. Размещались жители в 47 деревнях.
Во время реформы административного деления в 1829 году, согласно «Ведомости о казённых волостях Таврической губернии», волость была сохранена в том же составе.

## Состав волости на 1829 год
| - Абаклы-Тама - Аджам той Тёбе - Алчин - Ас - Ачишайлы Тама - Байсары - Барач - Бозгана - Бурлак Тама - Денгиль - Джаго Тама - Джанай - Джара - Джарак - Ильгери Бийбулуша | - Иргиз - Караджи Багалак - Каранки - Карачь - Кат - Катаган - Керлеут - Килеч - Кипчак - Кирей - Кирк - Кокей Алгазы - Кок Коз - Кокчекоз - Мурзакояш | - Найман - Орманчи - Пусурман - Самай - Сирт Бийбулуша - Таук - Терес Багалак - Тип Агазы - Чипче - Чирик Агазы - Чирик Той Тёбе - Чучак - Шукур - Якшибай |

Волость была упразднена во время земской реформы Александра II в начале 1860-х годов.